# Луч (женский волейбольный клуб)
Луч — российская женская волейбольная команда из Москвы.

## Достижения
- 5-е место в чемпионате России среди команд суперлиги — 2002.

## История
Волейбольная команда «Луч»-МГСУ образована в 2000 году на базе волейбольного клуба «Россы»  под патронажем спортивного клуба «Луч» и Московского государственного социального университета (МГСУ). В сезоне 2000/01 команда выиграла турнир в высшей лиге «А» и в следующем сезоне дебютировала в суперлиге, где заняла 5-е место, показав лучший для себя результат в чемпионатах России. В сезоне 2003/04 «Луч»-МГСУ стал 9-м, после чего в результате реформы в московском волейболе на его базе была создана команда «Динамо» (Москва). Но и «Луч» полностью не исчез с волейбольной карты страны, продолжив выступления в российском первенстве, где в высшей лиге «Б» была представлена его фарм-команда «Луч»-ШВСМ. С сезона 2006/07 «Луч» играл в высшей лиге «А». С 2008 года на протяжении ряда лет «Луч» был базовой командой молодёжной сборной России.
В 2011 команда заняла последнее место в высшей лиге «А» и выбыла в высшую лигу «Б».
На предварительной стадии чемпионата России 2016/2017 в высшей лиге «Б» в своей группе «Луч» стал вторым, на одно очко опередив «Северянку»-2 и вышел в финальную стадию первенства. В финале молодая московская команда одержала 8 побед в 10 матчах и заняла 2-е место, пропустив вперёд себя только тульскую «Тулицу». Призовое место дало право «Лучу» на возвращение в высшую лигу «А».
В 2023 году волейбольная команда была включена в структуру Московской волейбольной академии (МВА), образованной годом ранее. См. МВА (женский волейбольный клуб)

## Результаты в чемпионатах России

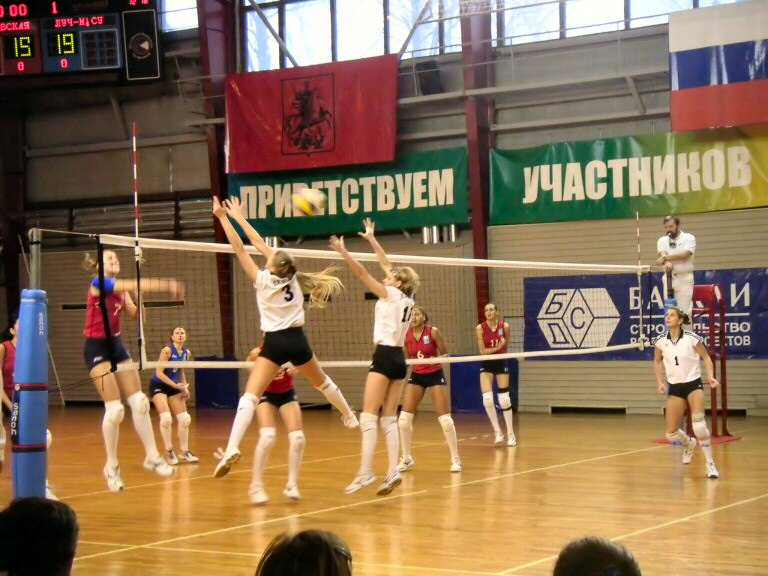
14 декабря 2004 года. Матч чемпионата России «Луч»-МГСУ — «Балаковская АЭС»

| Сезон   | Лига                   | Место |
| ------- | ---------------------- | ----- |
| 2000/01 | Высшая лига            | 1     |
| 2001/02 | Суперлига              | 5     |
| 2002/03 | Суперлига              | 7     |
| 2003/04 | Суперлига              | 9     |
| 2004/05 | Высшая лига Б (Европа) | 3     |
| 2005/06 | Высшая лига Б (Европа) | 3     |
| 2006/07 | Высшая лига А (Европа) | 6     |
| 2007/08 | Высшая лига А (Европа) | 10    |
| 2008/09 | Высшая лига А (Европа) | 7     |
| 2009/10 | Высшая лига А (Европа) | 9     |
| 2010/11 | Высшая лига А          | 12    |
| 2011/12 | Высшая лига Б          | 20    |
| 2012/13 | Высшая лига Б          | 13    |
| 2013/14 | Высшая лига Б          | 7     |
| 2014/15 | Высшая лига Б          | 11    |
| 2015/16 | Высшая лига Б          | 3     |
| 2016/17 | Высшая лига Б          | 2     |
| 2017/18 | Высшая лига А          | 9     |
| 2018/19 | Высшая лига А          | 12    |
| 2019/20 | Высшая лига А          | 11    |
| 2020/21 | Высшая лига А          | 7     |
| 2021/22 | Высшая лига А          | 9     |
| 2022/23 | Высшая лига А          | 10    |

## СШОР «Луч»
Московский спортивный клуб «Луч» создан в 1961 году. Основным направлением его деятельности являлось развитие лёгкой атлетики. В 1994—2008 годах в структуру клуба входила мужская, а в 2000—2017 — и женская волейбольная команда «Луч».
В 2017 году клуб был реорганизован в спортивную школу олимпийского резерва (СШОР) «Луч» Департамента спорта города Москвы. В его структуру помимо волейбольной команды «Луч» вошли гандбольная команда «Луч-РГСУ», выступающая в суперлиге чемпионата России, а также секции по лёгкой атлетике и лыжным гонкам.
Директор СШОР «Луч» — Алексей Ерёмин, заместитель директора — Кирилл Вакарчук.

## Арена
Домашние матчи команда проводила в спортивном зале культурно-спортивного клуба «Луч». Вместимость 1000 зрителей. Адрес в Москве: 1-я Владимирская улица, 10-д.

## Сезон 2022—2023

### Состав
| №  | Имя, фамилия        | Год рождения | Рост | Амплуа      |
| -- | ------------------- | ------------ | ---- | ----------- |
| 1  | Дарья Бондарчук     | 1995         | 192  | нападающая  |
| 2  | Арина Даньшина      | 2007         | 182  | центральная |
| 4  | Серафима Сироткина  | 2007         |      | центральная |
| 5  | Юлия Лозовая        | 2001         | 181  | нападающая  |
| 6  | Анна Попова         | 2002         | 174  | либеро      |
| 7  | Валерия Жерединова  | 2007         | 176  | нападающая  |
| 8  | Маргарита Ефимова   | 2004         | 176  | либеро      |
| 9  | Софья Синьговская   | 2007         |      | связующая   |
| 11 | Софья Кириллова     | 2005         | 182  | нападающая  |
| 13 | Анастасия Максимова | 1998         | 184  | центральная |
| 14 | Маргарита Шепелева  | 2003         | 185  | нападающая  |
| 15 | Милана Мометко      | 2001         | 181  | нападающая  |
| 16 | Анастасия Акимова   | 2004         | 186  | нападающая  |
| 18 | Дарья Бунаева       | 2003         | 184  | нападающая  |
| 19 | София Луговцова     | 2005         |      | связующая   |

- Главный тренер — Сергей Карпович.
- Тренер — Дмитрий Туркин.